# Granne
Granne – wieś w Polsce, położona w województwie podlaskim, w powiecie siemiatyckim, w gminie Perlejewo.
W latach 1975–1998 miejscowość administracyjnie należała do województwa łomżyńskiego.
Wieś jest siedzibą rzymskokatolickiej parafii św. Jana Chrzciciela.

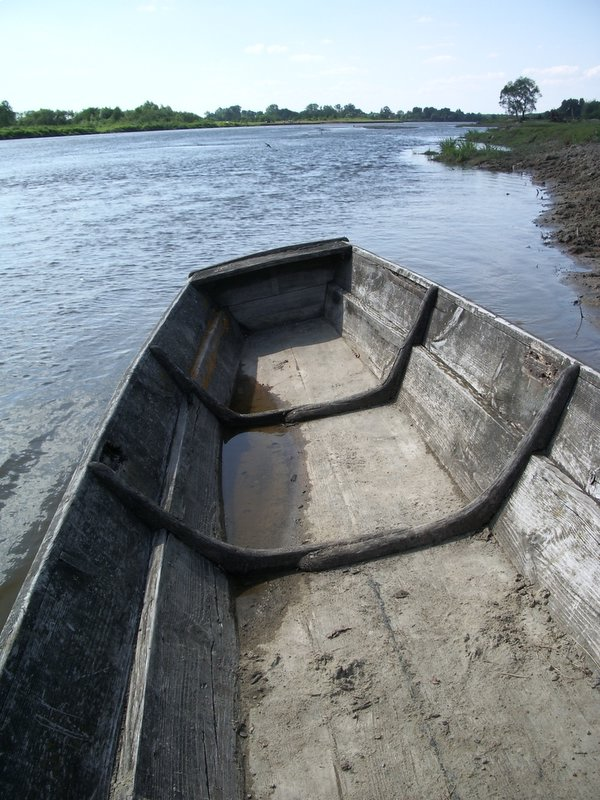
Bug na wysokości wsi

## Części wsi
| SIMC    | Nazwa       | Rodzaj    |
| ------- | ----------- | --------- |
| 0403092 | Nowe Granne | kolonia   |
| 0403086 | Zakościele  | część wsi |

## Historia

### Historia miejscowości
Wieś położona nad Bugiem, powstała w XI – XII w. Dzięki istniejącemu tu brodowi była to ważna osada przy istniejącej od średniowiecza do XIX wieku przeprawie przez rzekę Bug na trakcie z Mazowsza przez Grodno na Litwę. Po zniszczeniu pierwotnego osadnictwa miejsce ponownie zasiedlono w połowie XV wieku.
Wieś Granne została założona „na surowym korzeniu” w 1453 r. przez dziedzica pobliskiego Krzemienia, Michała Wesztortowicza (zm. 1473), łowczego wielkiego litewskiego. W 1491 r. wdowa po Michale, Katarzyna, wraz z synem Janem (również łowczym wielkim litewskim) ufundowała pierwszy kościół pw. Wniebowzięcia NMP i św. Jana Chrzciciela, który bogato uposażyła. Po Wesztortowiczach Granne i Krzemień przeszło w ręce ich spadkobierców po córce Michała - Opranii, żonie marszałka hospodarskiego Jakuba Niemirowicza zwanego Szczytem. Do poł. XVI wieku Granne pozostawało w posiadaniu Niemirowiczów-Szczyttów, a marszałek hospodarski Mikołaj Niemirowicz-Szczytt (zm. przed 1535) dwukrotnie łożył na rozbudowę i uposażenie kościoła w Grannem.
Pod koniec I poł. XVI w. po śmierci Mikołaja Niemirowicza-Szczytta jego synowie zaczęli wyprzedawać krewnym swoje działy w ziemi drohickiej. Właścicielami Grannego byli w XVI-XVII w. m.in. Irzykowiczowie (po Jadwidze Niemirowiczównie żonie Jerzego Olechnowicza), Iliniczowie (po Elżbiecie Niemirowiczównie żonie Mikołaja Ilinicza), Raczkowie (po Annie Niemirowiczównie zonie Pawła Raczko), a następnie Kosińscy (po Annie Irzykowiczównie żonie Adama Kosińskiego) i Lisieccy (po Mariannie Irzykowiczównie żonie Jana Franciszka Lisieckiego). W XVIII w. Granne przeszło do Ossolińskich.
W 1770 r. we wsi Zerczycach pod Grannem doszło do bitwy między oddziałami konfederacji barskiej dowodzonymi przez pułkownika Dzwonkowskiego h. Przegonia, z wojskami Branickiego. Pułkownik Dzwonkowski legł w bitwie wraz z 40 konfederatami z oddziału, drugie tyle było ranionych i wziętych na Syberię. Oddział konfederatów liczył 170 osób.
24 lipca 1792 roku pod Grannem i leżącym na przeciwległym brzegu Bugu Krzemieniem doszło do ostatniej bitwy wojsk polsko-litewskich w wojnie w obronie Konstytucji 3 Maja. Pod Grannem walczyły wtedy po stronie polskiej dwa oddziały 10 Regimentu Koronnego (Działyńczycy) oraz 200 kawalerzystów. Na cmentarzu w potyczce zginęło wtedy 50 polskich żołnierzy (więcej w Bitwa pod Krzemieniem). Do XIX wieku znajdowała się tu stacja pocztowa na trasie z Warszawy do Grodna.
W 1830 przemaszerował tędy generał Dybicz ze swoim korpusem.
- Kolejni znani właściciele
  - Michał Wesztortowicz, łowczy wielki litewski (do 1473)
  - Wesztortowiczowie - Katarzyna, wdowa po Michale, i ich syn Jan, wielki łowczy litewski, (1491)
  - Jakub Niemirowicz- Szczyt (Jakub Szczyt), marszałek hospodarski i jego zona Oprania, córka Michała Wesztortowicza
  - do ok. poł XVI w.- Niemirowiczowie-Szczyttowie, Mikołaj Niemirowicz-Szczyt (Mikołaj Szczytt), marszałek hospodarski
  - XVI-XVII - Irzykowiczowie, Iliniczowie, Raczkowie, Gałązkowscy, Czosnowscy, Kosińscy
  - około 1684 - Jan Franciszek Lisiecki, miecznik podlaski
  - około 1700 - Kazimierz Krasnodębski, sędzia drohicki
  - XVIII – XIX – w posiadaniu rodu Ossolińskich
  - w XX w. własność Potockich z Rudki[11].

Do roku 1850 była tu komora celna. W 1877 zamontowano na Bugu wodomierz, zwany dawniej rejką. Słownik geograficzny Królestwa Polskiego podaje, iż pod koniec XIX w. Granne jest własnością Pieńkowskich.
W wieku XIX w powiecie bielskim. We wsi 16 chat, 300 mieszkańców i 2 karczmy.
Według Powszechnego Spisu Ludności z 1921 roku wieś zamieszkiwały 354 osoby, wśród których 340 było wyznania rzymskokatolickiego, a 14 mojżeszowego. Wszyscy mieszkańcy zadeklarowali polską przynależność narodową. Było tu 52 budynki mieszkalne.

### Historia kościoła
Parafia pod wezwaniem Wniebowzięcia N.P. Marii i św. Jana Chrzciciela erygowana przy kościele wzniesionym w 1491 r. kosztem Katarzyny Miszkowiczowej Wesztortowiczowej, wdowie po Michale, i ich syna Jana
Marszałek hospodarski Mikołaj Niemirowicz-Szczytt (Mikołaj Szczytt) (syn Jakuba Niemirowicza Szczyta i Oprani Miszkowiczówny Wesztortowicz) wraz z synem Stanisławem w 1520 r. ufundował altarię pw. św. Mikołaja przy kościele. Natomiast w 1531 Mikołaj wraz z innymi członkami rodziny (Wacławem Kostewiczem, Pawłem Raczko, Jerzym Olechnowiczem oraz Elżbietą i Mikołajem Iliniczami) powiększył w nim uposażenie.
Kolejny drewniany kościół wystawiony w 1684 r. staraniem księdza Krzysztofa Klepackiego i Franciszka Lisieckiego.
Aleksander Ossoliński, miecznik litewski ufundował w 1784 następny drewniany kościół, zamknięty w 1886 i rozebrany w 1892 w ramach represji za udzielenie pomocy unitom. W II połowie XIX w. parafia dekanatu bielskiego, liczyła 1013 wiernych. Po odzyskaniu niepodległości, w roku 1927 reaktywowano parafię i wybudowano nowy, drewniany kościół.
Obecny, murowany zbudowano w latach 1948–1962, według projektu Stanisława Bukowskiego. Inicjatorem budowy był ks. Tomasz Miłkowski, ówczesny proboszcz. Świątynię konsekrował 11 sierpnia 1973 r. ks. bp Władysław Jędruszuk.
Parafia pod wezwaniem św. Jana Chrzciciela należy do dekanatu ciechanowieckiego w diecezji drohiczyńskiej
.

## Obiekty zabytkowe
- kapliczka, przed kościołem, XVII, nr rej.: 298 z 25.11.1966[15].
- kościół Jana Chrzciciela z wnętrzem barokowym i klasycystycznym z XVII – XIX w.
- na cmentarzu przykościelnym żeliwny cokół nagrobka rodziny Pieńkowskich z 1876 r. oraz kapliczka murowana z XVIII w.